# 阪南理美容
阪南理美容株式会社（はんなんりびよう）は、大阪府藤井寺市に本社を置く理美容業を営む日本の企業。
プラージュの店名で全国的に展開しており、同業界の年商日本一を誇る。

## 概要

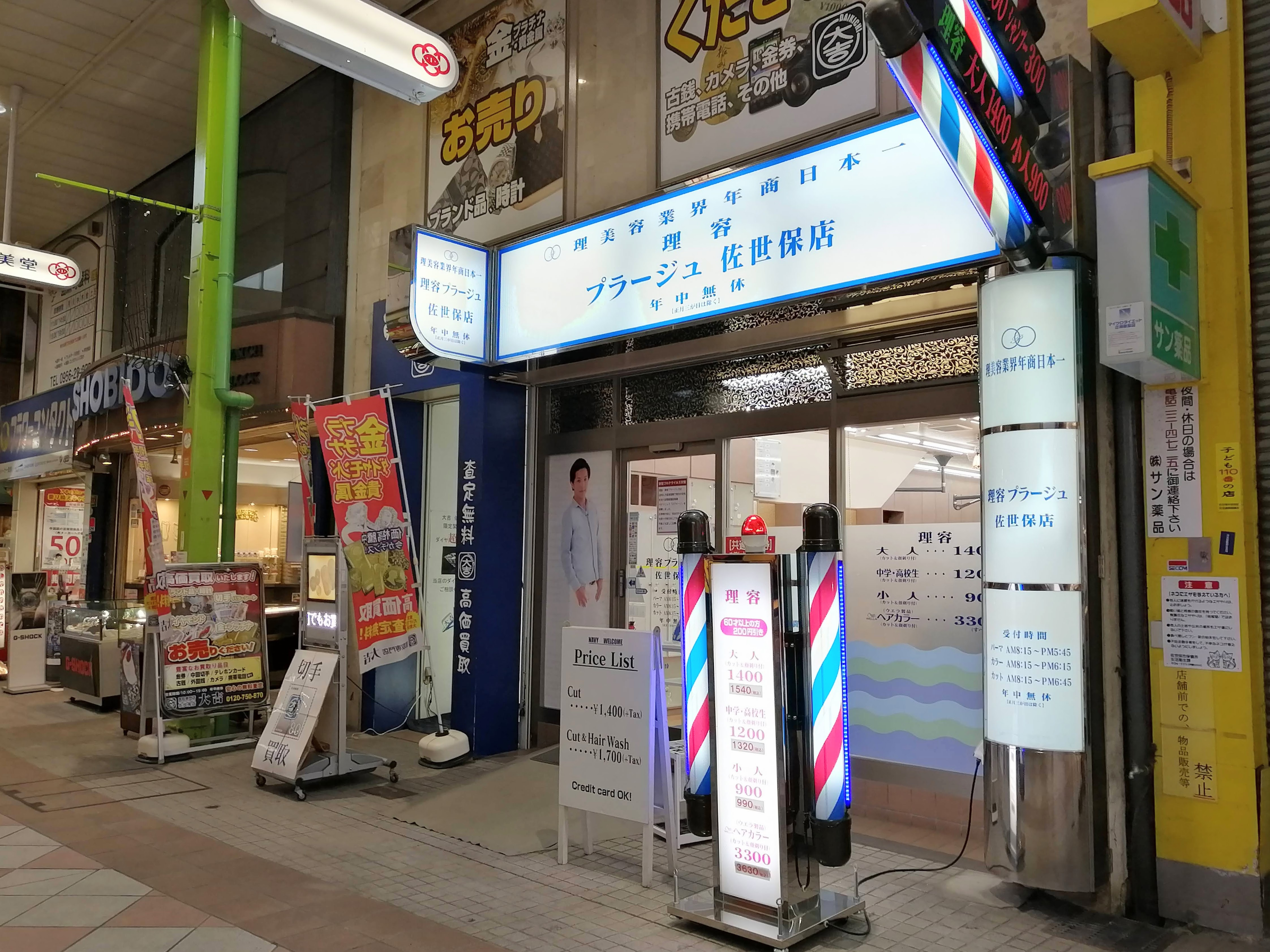
理容プラージュ 佐世保店

「親切・ていねい・待たずにできる店」を信念に掲げ、理美容業界で31年連続年商日本一を維持している。2014年（平成26年）10月現在全都道府県に約600店舗を展開する。

## 沿革
- 1960年（昭和35年） - 大阪府でプラージュを創業。
- 1984年（昭和59年）5月7日 - 阪南理美容株式会社設立。

## 企業戦略
月4店舗のペースで新規出店を行い、店舗数でも日本一を目指している。
その理由として、
1. ひとつでも多くの場所で一人でも多くの方にプラージュを利用してもらいたい
2. 多くのスタッフが飛躍の場を広げる環境を提供する

を挙げている。

## 同業者からの批判
大人カット・顔剃り（または、ブロー）付き1,500円（税抜き）という低価格でサービスを展開しているため、地域の個人経営の理美容店等から非難されることがある。また、低価格の動きを牽制（けんせい）するため、洗髪設備義務化条例の制定を求める運動もあり、長野県や広島県などでは施行されている。

## 不祥事

### 無資格者による理容
阪南理美容の大阪府内の店舗で勤務する男性の理容師を、勤務する資格が無い鳥取店の従業員として鳥取県知事に届け出ていたとして、同社山陰エリア統括マネジャーと、鳥取店の元店長が、鳥取県警察から書類送検された事が発覚した。

### 所得隠しの指摘
大阪国税局による税務調査で、2001年3月期から2008年3月期までの7年間に亘り、8,800万円の所得隠しを指摘されていたことが、2010年3月に発覚した。内装の発注費を過大に支払ったり、退職した従業員が在籍しているように偽装し所得を圧縮していた模様で、同社は修正申告に応じたという。

## グループ会社
- 株式会社プラス（理美容用品販売）
- IYO UDON株式会社（讃岐うどん店「伊予製麺」）

その他、2014年1月にミャンマー国際航空との合弁会社、ミャンマー・エアウェイズ・インターナショナル・ジャパン株式会社を設立して、関西-ヤンゴン間の航空運送事業も行ったが、2014年11月に運航を休止し、2015年1月に会社を清算した。

## 提供番組
- トットのNEXT芸人ジェネレーション　（ラジオ大阪）